# 須江ツカアナ古墳
須江ツカアナ古墳（すえツカアナこふん、須江塚穴古墳）は、高知県香美市土佐山田町須江にあった古墳。形状は円墳。現在では墳丘は失われている。

## 概要

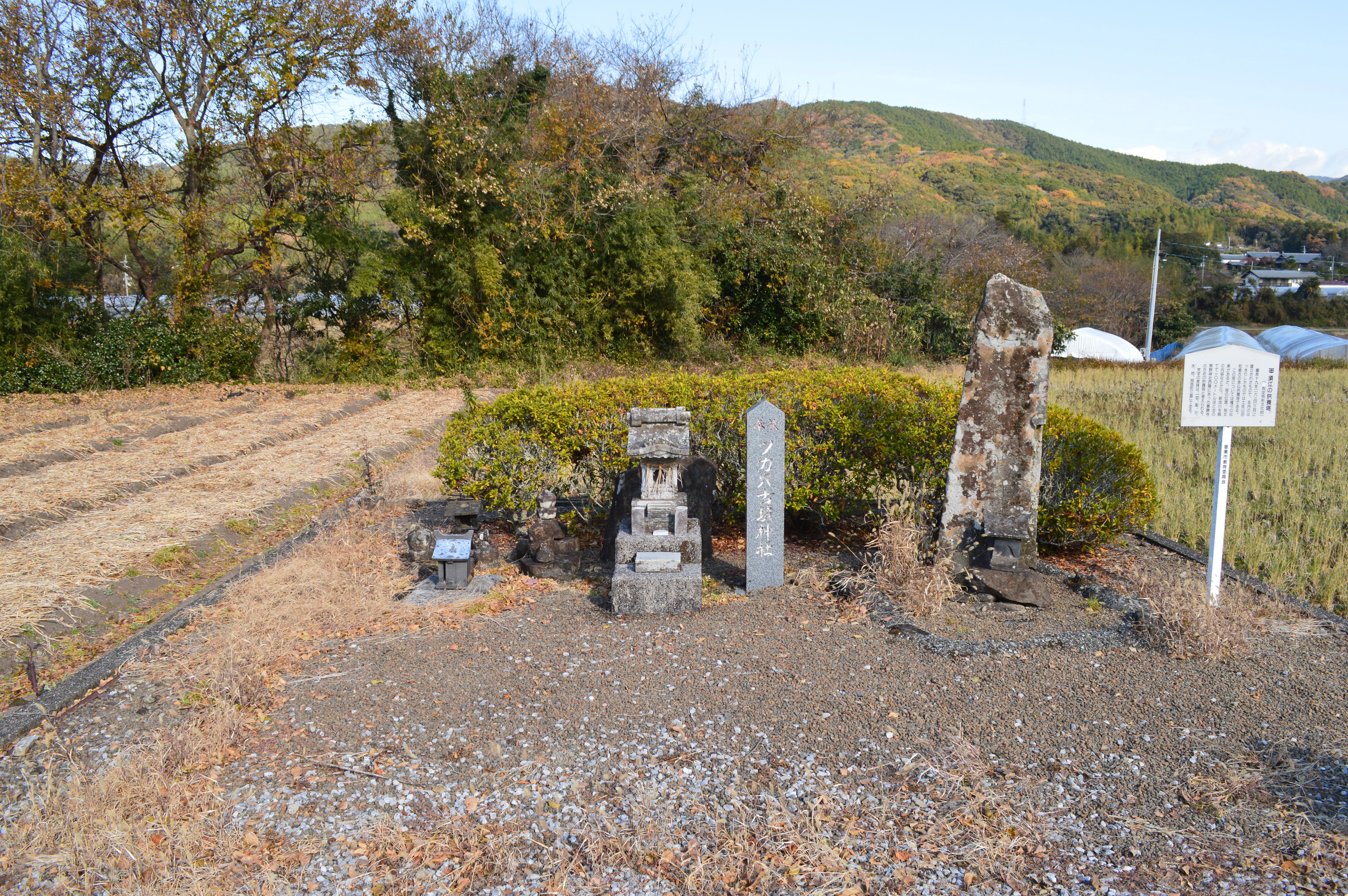
ゆかりのツカ穴古墳神社
（香長小学校北側）

高知県中部、新改川左岸の中位段丘上に築造された古墳である。大正期の開墾により大部分が失われ、昭和年代までは直径15-16メートルの畦界が存在するのみであったが、1994年（平成6年）の発掘調査で存在が確認されている。
墳形は円形。墳丘周囲には、石室前庭部から始まる逆「の」の字形の周溝が巡らされており、周溝は最大幅5.5メートル・深さ1.2メートルを測り、周溝を含めた古墳全体の規模は東西22メートル・南北28メートルを測る。埋葬施設は片袖式の横穴式石室で、南南西方向に開口した。石室の大部分は失われていたが、発掘調査によって玄室・羨道部の床面が確認されている。石室内からは、副葬品として銀環・金銅製鞘残片・鉄鏃・須恵器片等が検出されている。
築造時期は、古墳時代後期-終末期の6世紀末-7世紀初頭頃と推定され、7世紀後半までに数回の追葬が認められる。当地域では盟主墳の伏原大塚古墳（香美市土佐山田町楠目）に後続する時期に本古墳のほか大元神社古墳・小倉山古墳・前行山1号墳・上方古墳などの標準型石室墳が築造されており、盟主墳の地位が伏原大塚古墳から小蓮古墳（南国市）に移ったのちの当地域において小首長が林立した様子を示唆する古墳になる。

## 遺跡歴
- 戦国時代、『長宗我部地検帳』に「サネモリツカ（実盛塚）」として記載[2]。
- 1914年（大正3年）、開墾により大部分が消滅[2]。
- 『高知県史』に「須江大塚古墳」として紹介[1]。
- 1994年度（平成6年度）、圃場整備事業に伴う発掘調査（土佐山田町教育委員会、2002年に報告）[2]。

## 埋葬施設
埋葬施設としては片袖式横穴式石室が構築されており、南南西方向に開口した。発掘調査において玄室・羨道部の床面が確認されており、玄室・羨道部を含めた規模は長さ8.5メートル・幅2.2メートルを測る。石室内からは副葬品として銀環・金銅製鞘残片・鉄鏃・須恵器片等が検出されている。
また石室前の前庭部ではピット4基が確認されており、その四隅内外からは須恵器（高坏・𤭯・台付𤭯）が検出されたことから、墓前祭祀の遺構と推測される。